# Lê Nghi Dân
Lê Nghi Dân var en vietnamesisk kejsare åtta månader mellan 1459 och 1460. Han var äldste son till Lê Thái Tông men fick se sin yngre halvbror Lê Nhân Tông bli kung.
Tillsammans med en grupp anhängare tog han sig in i palatset och mördade sin bror. Lê Nghi Dân var intelligent och pigg på att genomföra reformer men blev snabbt mördad av en annan av sina halvbröder, Lê Thánh Tông, som kom att bli betydligt mer långlivad på tronen.